# Diritto aerospaziale
Il diritto aerospaziale è l'insieme di norme del diritto internazionale, approvate dagli stati membri dell'Organizzazione delle Nazioni Unite, che regolano il regime giuridico dello spazio, dei corpi celesti e di tutte le attività a essi collegate, inclusi il transito e lo stazionamento di veicoli e altri oggetti.
L'ambito di applicazione delle norme del diritto aerospaziale include: l'esplorazione dello spazio, la responsabilità per i danni, l'uso delle armi, gli sforzi di salvataggio, la conservazione dell'ambiente, la condivisione delle informazioni, le nuove tecnologie e l'etica.

## Storia
Il diritto aerospaziale nasce in seguito ai primi lanci orbitali e alle prime missioni spaziali come il lancio dello Sputnik messo in orbita dall'Unione Sovietica nel 1957, oppure il lancio dell'Apollo 1, pianificato e mai attuato dagli Stati Uniti d'America nel 1967. Tra le principali fonti del diritto cosmico o aerospaziale figurano, ad esempio:
- il Trattato di Mosca (1963), stipulato tra Regno Unito, URSS e USA, "per il bando degli esperimenti di armi nucleari nell'atmosfera, nello spazio cosmico e negli spazi subacquei"
- Cinque trattati internazionali stipulati fra gli stati membri dell'Organizzazione delle Nazioni Unite:

1. il Trattato sui principi che governano le attività degli Stati in materia di esplorazione ed utilizzazione dello spazio extra-atmosferico compresa la Luna e gli altri corpi celesti (1967)
2. la Convenzione relativa ai diritti degli astronauti e i diritti sugli oggetti posti nello spazio extra-atmosferico (1968).
3. la Convenzione sulla responsabilità dei danni causati da oggetti spaziali (1972)
4. la Convenzione sulla immatricolazione degli oggetti spaziali (1975)
5. il Trattato sulla Luna e gli altri corpi celesti (1979)

## I trattati dei membri ONU
Gli stati appartenenti all'Organizzazione delle Nazioni Unite, nel corso della storia dell'esplorazione dello spazio cosmico, hanno stipulato tra loro 5 trattati a carattere generale sul diritto dello spazio:
1. Il Trattato sui principi generali che regolano le attività degli Stati nello spazio: approvato nel 1967, in concomitanza con il lancio dello Sputnik sovietico. Tratta di argomenti quali: l’uguale libertà di esplorazione, l’impossibilità di appropriazione di parte dello spazio e la responsabilità per danni creati da oggetti spaziali. È importante ricordare che nel corso degli anni questo trattato è stato oggetto di più di cento ratifiche da parte degli Stati appartenenti alle Nazioni Unite.
2. L'Accordo sul salvataggio e recupero degli astronauti e degli oggetti spaziali, stipulato nel 1968. Tratta della cooperazione internazionale in caso di emergenze legate all'attività di esplorazione spaziale.
3. La Convenzione per la responsabilità internazionale su danni causati da oggetti spaziali, siglata nel 1972. Stabilisce che un eventuale soggetto danneggiato sulla Terra non deve dimostrare la colpa dell’oggetto spaziale per il danno provocato, ma può chiedere direttamente il risarcimento allo Stato proprietario dell’oggetto.
4. La Convenzione sull'immatricolazione degli oggetti lanciati nello spazio, firmata nel 1975. Assume una particolare rilevanza per identificare lo Stato di lancio dell’oggetto spaziale.
5. Il Trattato sulla Luna, stipulato nel 1979. Solo pochi Stati hanno ratificato l’accordo che, riprendendo i principi generali del diritto aerospaziale, voleva istituire un regime di sfruttamento della Luna che prendesse in considerazione anche gli interessi dei Paesi in via di sviluppo. La maggior parte degli Stati, inclusi i fautori delle prime missioni spaziali, non aderì al trattato.

## Attività commerciali nello spazio[1]
È stato necessario regolamentare anche la commercializzazione delle attività nello spazio, che riguarda:
- Il telerilevamento: la possibilità di rilevare parti del territorio terrestre con oggetti spaziali, e utilizzarli attraverso delle applicazioni a carattere economico; il problema principale riguarda il conflitto di interessi tra Stati osservatori e Stati osservati.
- La gestione dei lanci: le problematiche che sorgono nei casi in cui il lanciatore si trova in uno Stato diverso dallo Stato proprietario del satellite. Un esempio è il lanciatore Ariane dell’Agenzia Spaziale Europea (E.S.A.), situato nella Guyana francese.
- Le telecomunicazioni: le comunicazioni attraverso i satelliti e il riconoscimento dell'organismo chiamato Unione Internazionale delle Telecomunicazioni (I.T.U.) che regola il posizionamento del satellite nell’orbita geostazionaria, orbita nella quale è più conveniente operare per i satelliti di telecomunicazioni.

## Nuovi progetti
Per quanto riguarda le realizzazioni in corso dei nuovi progetti, nell'ambito dell’assistenza alla navigazione, a fianco del sistema satellitare statunitense di navigazione GPS (Sistema di Posizionamento Globale), l’Europa sta sviluppando un proprio sistema, denominato GALILEO, che si sta costantemente ampliando e garantirà un servizio di assistenza sicuramente migliorato.